# وارگ
وارگ در فانتزی سرزمین میانه اثر جی. آر. آر. تالکین نوعی گرگ بزرگ و پلید است که گاه اورک‌ها بر آن سوار می‌شوند. او نام و ویژگی‌های وارگ‌های خود را با ترکیب معانی و اسطوره‌های نورس و انگلیسی باستان گرفته‌است.
وارگ‌ها در آثار الهام‌گرفته از تالکین در کتاب‌های تخیلی توسط نویسندگانی همچون جرج آر. آر. مارتین، و در رسانه همچون بازی ویدئویی و بازی نقش‌آفرینی حضور دارند.

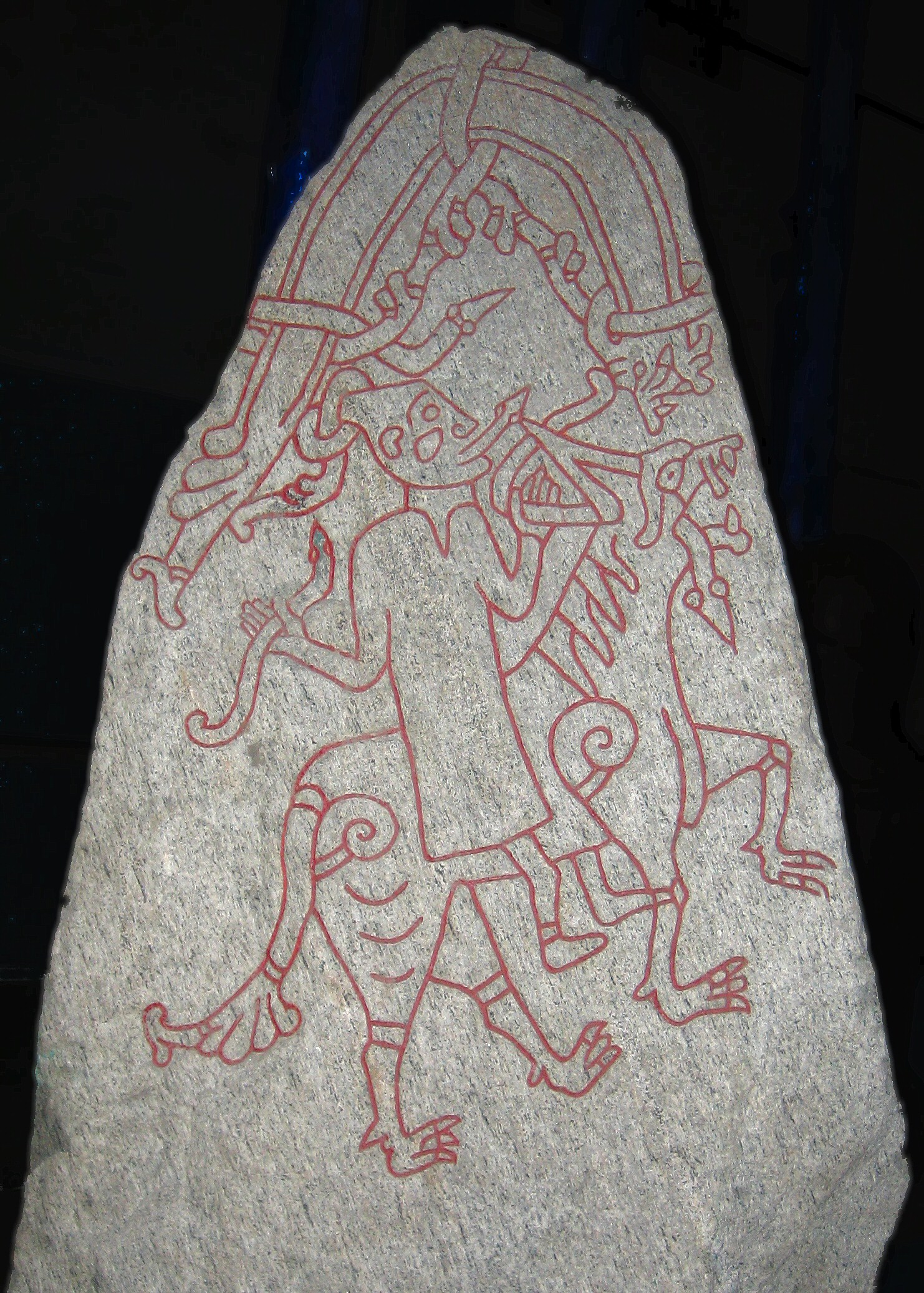
هیروکین سوار بر وارگ